# Иван Михов
 Тази статия е за българския музикант.  За футболиста вижте Иван Михов (футболист).  
Иван Михов е самоук музикант-цигулар, автор на много хора и ръченици.

## Биография
Иван Mихов Иванов е роден на 20 март 1936 г. в село Белозем, Пловдивско. Той е от фамилия потомствени музиканти. Дядо му е свирил на кавал, баща му е бил гайдар, а майка му знаела и пеела много тракийски песни.
Като дете сам изработва първия си музикален инструмент от сухо царевично стебло, а като по-голям си изработва гъдулка на която изсвирва първата си фолклорна мелодия. Първата си цигулка купува по-късно и започва да се учи да свири при известния фолклорен музикант Георги Димитров – Крушката.
През 1958 г. създава Белореченската народна група. Няколко години по-късно с нея прави първите си записи в радио Пловдив.
През 1963 г. Иван Михов завършва школа за ръководители на фолклорни оркестри, ансамбли и състави. Работи в оркестъра за народна музика под ръководството на Петко Радев. Малко след това са направени първите записи в радио София, а на пазара излиза първата му грамофонна плоча. Следват дълги години концерти, записи и работа с Оркестъра за народна музика на Българското национално радио под диригентството на Христофор Раданов.
Иван Михов е секретар на читалището в родното си село от 1970 до 1975 г. През 1972 г. той основава Белоземската група. Свири и в Първомайската група. През годините цигуларят развива концертна дейност и заедно със своята съпруга – певицата Анастисия Михова. От 1980 г. започва да майстори цигулки.
Едни от най-известните му изпълнения са – Маневска ръченица, Виранлийско хоро, Еленина ръченица, Дайчово хоро, Белоземски мохабет и Пенаково хоро и др. Последните негови записи са от 2015 г. заедно с оркестър „Млади Тракийци“ с ръководител Божидар Стрехин. През същата година за неговите заслугите в областта на българската народна музика и запазването на тракийските традиции и обичаи, той е удостоен със званието „Почетен гражданин на община Раковски“.
Иван Mихов умира на 28 май 2016 г. С над 30 години творческа дейност музикантът остава следа в тракийското фолклорно творчество. Плод на неговата музикално-педагогическа дейност са изпълнители като Иван Бойчев, Георги Янев и др.

## Интересни факти
- Освен като изпълнител Иван Михов има своя опит и като композитор – през годините създава над 60 инструментални произведения.
- Иван Михов е имал големи познания в лютиерството. След 1980 г. сам си изработва цигулките, на които свири.

## Признание
- Една от спирките на обществения транспорт в родното му село носи неговото име.
- От март 2021 г. една от улиците в родното му място носи неговото име.[3]
- На 1 ноември 2022 г. в родното му място е открит негов паметник.[4]

## Галерия
- Автобусна спирка в Белозем носеща неговото име
- Паметник на цигуларя в родното му място
- Плоча пред читалището в Белозем